# Tree (SEKAI NO OWARIのアルバム)
『Tree』（ツリー）は、日本のロックバンド・SEKAI NO OWARIが2015年1月14日にトイズファクトリーから発売したメジャー2枚目（通算3枚目）のオリジナルアルバム。

## 内容
前作『ENTERTAINMENT』から約2年6ヶ月ぶりのオリジナルアルバム。
前作ではFukase曰く「日本の音楽シーンに合わせて、それに対応しながらやっていかなきゃいけない」という葛藤と戦いながら制作したが、本作は「そういうことを考えずに、好き勝手に制作した」という。
ジャケットは、2013年10月に開催された野外ライブ『炎と森のカーニバル』のステージセットである巨大樹が描かれている。
初回限定盤と通常盤の2形態で発売され、初回限定盤には特典としてライブツアー『SEKAI NO OWARI ARENA TOUR 2014「炎と森のカーニバル-スターランド編-」Supported by OXY』から埼玉公演の模様を収録したDVDが同梱された。

## 収録曲
1. the bell [0:38]
編曲：SEKAI NO OWARI、CHRYSANTHEMUM BRIDGE
鐘の音によるインストゥルメンタルで、本作のオーバーチュア。
2. 炎と森のカーニバル [4:58]
作詞・作曲：Fukase
編曲：SEKAI NO OWARI、CHRYSANTHEMUM BRIDGE
ブラスバンドアレンジ：福田洋介
メジャー6thシングルの表題曲。
3. スノーマジックファンタジー [5:16]
作詞：Fukase
作曲：Nakajin
編曲：SEKAI NO OWARI、CHRYSANTHEMUM BRIDGE
メジャー5thシングルの表題曲。
2013年度の『JR SKISKI』に起用
4. ムーンライトステーション [3:52]
作詞・作曲：Fukase
編曲：SEKAI NO OWARI、CHRYSANTHEMUM BRIDGE
本作で最後に完成した楽曲。汽車の音でリズムを作り、そこに琴や三味線、神楽鈴、部分的に和太鼓や篠笛が取り入れられている[1]。本作発売後にメンバー出演のUHA味覚糖『ぷっちょ』と、『ぷっちょ「SEKAI NO OWARI 絵画」』の2作連続でCMソングに起用された[3][4]。
5. アースチャイルド [4:24]
作詞：Saori
作曲：Nakajin
編曲：SEKAI NO OWARI、CHRYSANTHEMUM BRIDGE
メジャー4thシングルのカップリング曲。
6. マーメイドラプソディー [5:20]
作詞：Saori
作曲：Nakajin
編曲：SEKAI NO OWARI、CHRYSANTHEMUM BRIDGE
能年玲奈主演の映画『海月姫』のために書き下ろされた楽曲。メンバーは撮影現場を見学し、そこで得たインスピレーションから制作に取り掛かったという。初の詞先で制作され[5]、Saoriはヒロインたちの閉じこもっているけど、一歩外に出てみようとしている様を自身と重ね合わせ、その部分を人魚の話で書いたという[6]。熊本県にある株式会社テラシステムで制作された、世界に1台しかない楽器・メテオラが使用された。
7. ピエロ [5:38]
作詞・作曲：Fukase
編曲：SEKAI NO OWARI、CHRYSANTHEMUM BRIDGE
ブラスバンドアレンジ：福田洋介
メジャー6thシングルのカップリング曲。
8. 銀河街の悪夢 [6:23]
作詞：Fukase
作曲：Nakajin
編曲：SEKAI NO OWARI、CHRYSANTHEMUM BRIDGE
メジャー5thシングルのカップリング曲。
歌詞とは別に「人生を終わらせに家を出て踏切まで来るが、結局出来ずに家に帰ってくる」というサイドストーリーがある。歌詞自体は昔からあり、Fukaseの実体験をもとにした曲である。
9. Death Disco [4:15]
作詞：Fukase
作曲：Nakajin、Fukase
編曲：SEKAI NO OWARI、CHRYSANTHEMUM BRIDGE
1st配信限定シングルの表題曲。
10. broken bone [2:53]
作詞・作曲：Fukase
編曲：SEKAI NO OWARI、CHRYSANTHEMUM BRIDGE
メジャー4thシングルの隠しトラック。
11. PLAY [4:01]
作詞・作曲：Saori
編曲：SEKAI NO OWARI、CHRYSANTHEMUM BRIDGE
前年よりフジテレビ系列『めざましテレビ』の木曜日テーマソングに起用されていた楽曲[7]。また、Saoriが作詞作曲を担当した初の楽曲でもある。
12. RPG [4:51]
作詞：Fukase、Saori
作曲：Fukase
編曲：SEKAI NO OWARI、CHRYSANTHEMUM BRIDGE
メジャー4thシングルの表題曲。
13. Dragon Night [3:49]
作詞・作曲：Fukase
編曲：SEKAI NO OWARI、Nicky Romero
メジャー7thシングルの表題曲。

## 収録映像曲
本編
1. スターライトパレード
2. 眠り姫
3. Love the warz
4. 虹色の戦争
5. ファンタジー
6. Never Ending World
7. スノーマジックファンタジー
8. 生物学的幻想曲
9. Death Disco
10. 青い太陽
11. ピエロ
12. 銀河街の悪夢
13. 幻の命
14. yume
15. RPG
16. 深い森

アンコール
1. 炎と森のカーニバル
2. Fight Music
3. インスタントラジオ

## 参加ミュージシャン
SEKAI NO OWARI
- Nakajin：Leader & Sound Produce & Guitar
- Fukase：Conceptor & Vocal
- Saori：Show Produce & Piano
- DJ LOVE：Sound Selector & DJ

Additional Musician
- Orchestra (#2,7)
  - 山田泰之：Conductor
  - 飯島久江：Sub Conductor
  - 長野健 (SCI)：Field Recordings
  - 東京都立葛飾総合高等学校吹奏楽部

浅岡芽久、森田叶、石井津加沙、猪野木美穂、笠川梨紗、小網唯愛、大津流風、清水琴美、高橋依織、水口優、前田奈央、佐藤由芽、内山由理、仲村絵理、富田綾花、那花美映利、古旗美香、堀口友佳、伊藤勇太、國澤美波、松田美佳、宮田夢翔、山崎涼香、根本瞳、板倉優菜、前岡美里、真柄亜聖、宮口睦、奥口麻衣、染谷美穂、戸谷恵、梁川知里、浦潟光司、西村真澄、久保舞香、佐藤宥磨、荒井思人、牛込洋明、戸室香花、中村七海、伴あさみ、川上知紘、河崎航、岸川琴音、本多正樹、沼田紗由美、比嘉美月、松居明歩、菊池優花、石郷岡渉、遠藤萌里、伊勢山佳穂、小宮山恵里奈、清水里奈、植木紗耶香、大蔦寛幸、森田衣香、溝部紗希、工藤望、古滝響、小竹未純、河崎萌、後藤蓮、井上直、高尾もも、松田梨瑚、関谷綾太、加藤玲恩、坂本唯、白井真梨子、佐藤初那、塚越千尋、長岡未華、深川留里、川邉心、杉原朋美、廣田雅也
- 斎藤順：Contrabass (#2)
- 秋山瑠帆：Trumpet (#3)
- 柿木原こう：琴 (#4)
- 尾上秀樹：三味線 (#4)
- 佐藤和哉：篠笛 (#4)
- 高添香織：Sound Effect (#5)
- 徳澤青弦：Cello (#8)
- ネルソン・バビンコイ：英補作サポート

## 参加企業
- 株式会社テラシステム：メテオラ (#6)
- 花火音サンプリングレコーディング協力
  - 新潟煙火工業
  - 新潟照明技研
  - ヒビノ株式会社
  - キョードー北陸
- 日本音響研究所：花火レコーディング監修、心臓音キック録音協力、水中レコーディング (#6)

## チャート
| チャート（2015年）              | 最高 順位 |
| ------------------------------- | --------- |
| Billboard Japan Top Album Sales | 1         |
| オリコン週間アルバムチャート    | 1         |

| チャート（2015年）           | 順位 |
| ---------------------------- | ---- |
| Billboard Japan Hot Albums   | 19   |
| オリコン年間アルバムチャート | 8    |
| チャート（2016年）           | 順位 |
| Billboard Japan Hot Albums   | 80   |

## 認定とセールス
| 国/地域                                             | 認定             | 認定/売上数                       |
| --------------------------------------------------- | ---------------- | --------------------------------- |
| 日本 (RIAJ)                                         | ダブル・プラチナ | 501,000（フィジカルCD) (オリコン) |
| * 認定のみに基づく売上数 ^ 認定のみに基づく出荷枚数 |                  |                                   |

## タイアップ
- NTTぷらら『ひかりTV』CMソング (#2)
- JR東日本『JR SKISKI』2013年度CMソング (#3)
- UHA味覚糖『ぷっちょ』『ぷっちょ「SEKAI NO OWARI 絵画」』CMソング (#4)
- テレビ朝日系情報バラエティ番組『お願い!ランキング』2013年5月度エンディングテーマ (#5)
- アスミック・エース配給映画『海月姫』主題歌 (#6)
- ロート製薬『OXY』CMソング (#7)
- テレビ東京配給映画『マダム・マーマレードの異常な謎』主題歌 (#9)
- フジテレビ系列朝の情報番組『めざましテレビ』2014年3月度〜9月度木曜日テーマソング (#11)
- 東宝配給映画『クレヨンしんちゃん バカうまっ!B級グルメサバイバル!!』主題歌 (#12)